# Никольский, Виктор Михайлович
Виктор Михайлович Никольский  (1931—2004) — советский военный деятель, организатор работ по управлению космическими аппаратами, полковник (1974). Начальник Управления по управлению космическими аппаратами ГНИИЦ космических средств МО СССР (1983—1986). Лауреат Государственной премии СССР (1984).

## Биография
Родился 4 октября 1931 года в городе Свердловск.

### Начальный период службы
С 1946 по 1949 год обучался во 2-м Московском артиллерийском подготовительном училище и с 1949 по 1952 год в Краснодарском артиллерийско-миномётном
училище. С 1952 по 1960 год служил в Белорусском военном округе в должностях командира огневого взвода и с 1954 года — взвода управления батареи гаубиц в артиллерийском полку.

### Служба на Байконуре
В 1960 году переведён в РВСН СССР. С 1961 года после окончания заочного отделения Военной артиллерийской инженерной Академии имени Ф. Э. Дзержинского был направлен для прохождения службы в НИИП № 5 МО СССР где служил в должностях: заместитель командира дивизиона по вооружению и
помощник начальника инженерно-ракетной службы ракетного полка РВСН входящего в состав этого полигона. В. М. Никольский принимал участие в научно-исследовательских работах по анализу оперативных телеметрических данных, поступавших с борта пилотируемого космического корабля «Восток», предназначенного для пилотируемых полётов по околоземной орбите.

### Служба в ГНИИЦ космических средств
С 1963 по 1986 год на научно-исследовательской работе в Центре контрольно-измерительного комплекса искусственных спутников Земли и космических объектов (с 1982 года — ГНИИЦ космических средств МО СССР) в должностях: младший научный сотрудник, с 1964 по 1966 год — старший научный сотрудник, с 1966 по 1969 год — начальник лаборатории, с 1969 по 1973 год — заместитель начальника и с 1973 по 1977 год — начальник отдела. В 1974 году Приказом Министра обороны СССР В. М. Никольскому было присвоено воинское звание полковник.
С 1977 года — заместитель начальника 1-го управления ГНИИЦ космических средств.
С 1981 года после окончания офицерских курсов при Военном инженерном Краснознамённом институте имени А. Ф. Можайского был назначен заместителем начальника и с 1983 по 1986 год — начальником Управления по управлению космическими аппаратами научного и народнохозяйственного назначения ГНИИЦ космических средств. В. М. Никольский
принимал непосредственное участие в телеуправлении и телеконтроле, а так же в процессе испытаний и эксплуатации космическими аппаратами метеорологических спутников «Метеор», он являлся руководителем системы управления автоматической станции для астрофизических наблюдений «Астрон», автоматические межпланетные станции «Венера-13», «Венера-14», «Венера-15» и «Венера-16» запущенные по программе исследования планеты Венера и впервые передавшие цветные изображения поверхности Венеры, а так же автоматические межпланетные станции, «Вега 1-2» предназначенные для изучения Венеры и кометы Галлея.
Скончался 25 июля 2004 года в Москве; похоронен на Новодевичьем кладбище.

## Награды
- Орден Красной Звезды
- Государственная премия СССР (1984)[3][1][2]